# Іваненко Володимир Олександрович
Володимир Олександрович Іваненко (21 січня 1954, Керч, Кримська область, РРФСР, СРСР (нині Україна) — 15 жовтня 2006, Київ, Україна) — засновник першого в СРСР недержавного ефірно-кабельного телебачення (1988 рік), ініціатор та організатор першого безпосереднього супутникового мовлення з території колишнього СРСР (1994 рік, «Міжнародний слов'янський канал»), засновник телекомпаній «Тоніс» і «ТЕТ», продюсер, громадський діяч.

## Життєпис
Народився 21 січня 1954 в м. Керч у родині кадрового військового.
З 1961 по 1971 навчався в середній школі міста Сімферополь. У 1974 вступив у Миколаївський кораблебудівний інститут імені С. О. Макарова, який успішно закінчив у 1980.
Після закінчення Миколаївського кораблебудівного інституту працював в Центральному науково-дослідному інституті технології суднобудування (ЦНІіТС). Цей період відзначений декількома авторськими свідоцтвами на новаторські розробки в галузі суднобудування. Потім кілька років життя присвятив роботі в карному розшуку обласного відділу МВС міста Миколаєва; пішов з посади слідчого, в чині капітана, захопившись безпрецедентною в ті роки, ідеєю створення на території СРСР недержавного телемовлення.

## Незалежне телебачення
У 1987—1988 повністю присвятив свою діяльність організації першого в СРСР недержавного кабельного телебачення. Домігшись зустрічі в Радянському фонді культури з Раїсою Максимівною Горбачовою й академіком Дмитром Сергійовичем Ліхачовим, зміг переконати їх надати підтримку ідеї створення в СРСР першого недержавного кабельного телеканалу.
13 лютого 1988, як експеримент, у місті Миколаєві розпочав мовлення «Молодіжний відеоканал» на базі миколаївського міського комітету комсомолу. Володимир Олександрович Іваненко став першим директором каналу. Наприкінці 1988 «Молодіжний відеоканал», з його ініціативи, вийшовши з-під опіки міськкому комсомолу, був перейменований на Творче об'єднання нових інформаційних систем (Тоніс). На початку 1990 студія кабельного телебачення «Тоніс» починає мовлення в ефірі з власного передавача потужністю 1 кіловат, який був встановлений на вишці, що до того використовувалася КДБ як глушник сигналів зарубіжних радіостанцій. Через півроку ефірна телекомпанія «Тоніс» з Миколаєва переїжджає до Києва і перейменовується в телекомпанію «ТЕТ-а-ТЕТ» (Тоніс-Ентер-Телебачення). У 1991 під час ДКНС миколаївський «Тоніс» був для миколаївців єдиним острівцем незалежного мовлення. У той період в Миколаєві розпочалася підготовка сюжетів під загальною назвою «Погляд з підпілля» для популярної молодіжної програми московської студії Останкіно — «Погляд». Разом із дружиною Валерією Іваненко був засновником телекомпаній «Тоніс» і «ТЕТ».
Будучи беззмінним президентом всесоюзної телекомпанії «Тоніс», на початку 1992 Володимир Олександрович ініціював проведення в місті Харків першого з'їзду незалежних телекомпаній під гаслом «За охорону авторських прав». На цьому з'їзді було створено «Міждержавне об'єднання Тоніс». Його президентом одноголосно обирається Іваненко, якому вдалося об'єднати під єдиною маркою «Тоніс» понад вісімдесят кабельних і ефірних телекомпаній з різних регіонів колишнього Радянського Союзу. Виникли великі регіональні центри «Тоніс»: «Тоніс-Південь» (Миколаїв), «Тоніс-Центр» (Харків) «Тоніс-Азія» (Ташкент), «Тоніс-Оренбург», «Тоніс-Владивосток», «Тоніс-Тюмень»…
У 2002 очолив правління Агентства із захисту авторських і суміжних прав «Гарант-Медіа-Інтернешнл», офіційно представляв російські телевізійні канали «Перший канал. Всесвітня мережа» та «Москва — Відкритий світ» на території України.

## Продюсерська діяльність
Був одним із перших незалежних продюсерів на території колишнього СРСР. Продюсував такі фільми як «Страсті за Володимиром», «Зимова вишня 2», «Чоловічі ігри». Так само був одним з ініціаторів та організаторів проведення на Красній площі в Москві шоу легендарного П'єра Кардена. У 1993 Володимир Олександрович та Валерія Володимирівна Іваненки організували й успішно провели перший міжнародний фестиваль телевізійних програм (МФТП) «Оксамитовий сезон», усього було проведено 10 фестивалів.

## Міжнародний слов'янський канал
Протягом 16 років до останнього дня він займався реалізацією проекту «Міжнародний слов'янський канал» (МСК). Отримавши спеціальний дозвіл уряду України, через орендований у Міжнародній космічній організації супутник Eutelsat, у грудні 1994 колектив який очолював В. Іваненко за сприяння українського Концерну РРТ, почав, і вперше в країнах СНД успішно здійснив, безпосереднє супутникове мовлення на європейський континент, Північну Африку та Близький Схід. Контентом цієї новації стали програми «МСК».
Поява в ефірі нового тематичного каналу стало помітною подією в житті міжнародного телемовлення, що було підтверджено і найбільш престижним конгресом телеіндустрії — європейським Форумом по телебаченню, який проходив у жовтні 1995 в Римі. Про що відбувся на форумі доповіді з цього питання повідомили більшість світових інформаційних агентств. Однак, в той час, можливість створення каналу з різними мовними звуковими доріжками, виявилася проблематичною, що знижувало привабливість даного проекту в плані розповсюдження його на території інших держав. Недосконалість технічної бази того часу, що неодмінно, позначилося б на комерційній складовій настільки глобального проекту, змусило авторів призупинити мовлення МСК в травні 1995 року. Експериментальне мовлення, що тривало шість місяців, підтвердило можливість Міжнародного слов'янського каналу зайняти помітні позиції серед тематичних проектів, адресованих глядачам усього світу. Крім того, творці проекту переконалися в тому, що МСК не повинен орієнтуватися тільки лише на слов'янські країни і слов'янську діаспору. Найбільшу кількість позитивних відгуків на появу нового ексклюзивного тематичного каналу з інформаційно-пізнавальним програмним наповненням було отримано в ті роки не зі слов'янських країн: Німеччини, Франції, Англії, Італії, Австралії, США.
З початку 2006 року і до самої кончини В. О. Іваненко працював генеральним директором компанії Slavonic Channel International (SCI), оновлену концепцію мовлення якої розробляв з 2005.
Похований на Байковому кладовищі (ділянка 33, поруч із другом, режисером-мультиплікатором Володимиром Дахном).

## Нагороди та премії
- 2000 — Член Міжнародної Академії телебачення і радіомовлення;
- 2001 — Член Євразійської Академії Телебачення;
- 2000 — Премія Національної Спілки журналістів України «Золоте перо»;
- 2001 — Премія Національної Спілки журналістів України «Золоте перо»;
- 2002 — Лауреат премії «Прометей-престиж» Загальнонаціональної програми «Людина року — 2002» (МТФ «Оксамитовий сезон») в номінації «Культурний проект року» — як автор і організатор проекту.